# شاين سيمبسون
شاين سيمبسون هو كاتب أغاني كندي، ولد في 1967.

## وصلات خارجية
- شاين سيمبسون على موقع ميوزك برينز (الإنجليزية)
- شاين سيمبسون على موقع أول ميوزيك (الإنجليزية)
- شاين سيمبسون على موقع أول ميوزيك (الإنجليزية)
- شاين سيمبسون على موقع ديسكوغز (الإنجليزية)